# Bożena Szulc-Golska
Bożena Szulc-Golska (ur. 18 maja 1885 w Pawłowie k. Gniezna, zm. 26 marca 1966 w Poznaniu) – polska tłumaczka, bibliotekarz, kolekcjonerka ekslibrisów.
W 1905 roku  rozpoczęła studia języków obcych w Paryżu, które kontynuowała w Poznaniu. W 1921 na Uniwersytecie Poznańskim uzyskała stopień doktora filozofii w zakresie filologii romańskiej. Od 1916 pracowała bibliotekach: Uniwersyteckiej w Poznaniu (Kaiser Wilhelm Bibliothek) (1916–1960 z przerwami) i Deutsche Bücherei w Lipsku (1916–1917). Była autorką licznych opracowań historii bibliotek wielkopolskich, bibliografii i katalogów zbiorów. W 1925 roku opublikowała Bibliografię przekładów polskich z literatury francuskiej. Cześć I. Wiek XIX. 
Członek Towarzystwa Bibliofilów Polskich w Poznaniu.

## Ordery i odznaczenia
- Krzyż Kawalerski Orderu Odrodzenia Polski[1]
- Srebrny Wawrzyn Akademicki (5 listopada 1938)[3]